# Litewscy posłowie do Parlamentu Europejskiego 2009–2014
Litewscy posłowie VII kadencji do Parlamentu Europejskiego zostali wybrani w wyborach przeprowadzonych 7 czerwca 2009.

## Lista posłów
Wybrani z listy TS-LKD
- Laima Lucija Andrikienė
- Vytautas Landsbergis
- Radvilė Morkūnaitė
- Algirdas Saudargas

Wybrani z listy LSDP
- Zigmantas Balčytis
- Vilija Blinkevičiūtė
- Justas Vincas Paleckis

Wybrani z listy TiT
- Juozas Imbrasas
- Rolandas Paksas

Wybrana z listy DP
- Justina Vitkauskaitė-Bernard, poseł do PE od 21 listopada 2012

Wybrany z listy AWPL
- Waldemar Tomaszewski

Wybrany z listy LRLS
- Leonidas Donskis

Byli posłowie VII kadencji do PE
- Viktor Uspaskich (z listy DP), do 15 listopada 2012